# Tumeur malpighienne
Les tumeurs malpighiennes, bénignes et malignes, se développent surtout à partir d'un épithélium malpighien. 

## Localisation
Les tumeurs malpighiennes siègent:
- a) sur les épithéliums malpighiens :
  - cutané: épiderme
  - muqueux: muqueuse malpighienne du tube digestif (cavité buccale, pharynx, œsophage, canal anal) et de l'appareil génital (vulve, vagin, gland).
- b) sur les muqueuses paramalpighiennes: voies excrétrices du rein, vessie, urètre.
- c) sur des épithéliums glandulaires. 
  - Elles constituent alors un carcinome métaplasique (qui ressemblent histologiquement à un épithélium différent de leur épithélium d'origine; voir métaplasie).
  - La forme la plus fréquente est celle qui survient dans les bronches (cancer du poumon) et sur le larynx.
  - Il en existe, de façon beaucoup plus exceptionnelle, dans d'autres muqueuses glandulaires (voies biliaires, muqueuse digestive) et dans les glandes (isolément ou en association avec un carcinome glandulaire ou adénocarcinome).